# Родриго Велас
Родриго Велас (исп. Rodrigo Vélaz; умер в июне 1144 года) — галисийский граф и военачальник, владевший городом Саррия (согласно Хронике Альфонсо Императора). В течение своей долгой общественной карьеры он был доминирующей фигурой в гористой восточной Галисии, в то время как дом Траба доминировал на её западном побережье. Он служил при трех монархах — Альфонсо VI, Урраке и Альфонсо VII — и был верен им всем, никогда не участвуя ни в каких восстаниях. Historia compostellana является ценным источником для его жизни, поскольку в Испании не сохранилось аристократических архивов того периода. Карьера Родриго должна быть собрана по кусочкам из нескольких упоминаний в хрониках и (копиях) хартий, хранящихся в различных церковных архивах.

## Происхождение и семья

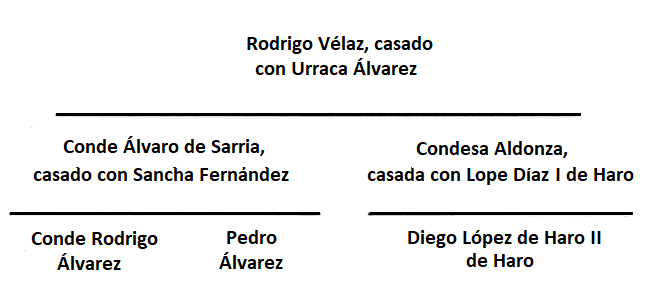
Генеалогия, предложенная Хайме де Салазар-и-Ача, чтобы понять, что Альдонса — дочь Родриго Веласа.

Сын галисийского графа Велы Авекиса (? — 1085) и Альдонсы Муньос, дочери графа Муньо Фернандеса и Эльвиры. Родриго женился на Урраке Альварес, дочери Альвара Фаньеса и Майор Перес, дочери Педро Ансуреса. Родриго и его жена происходили со всех сторон из высших слоев знати Леона и Кастилии. У пары было три дочери — Альдонса, Беренгела и Эльвира — и один сын, Альваро Родригес, который позже стал графом, как и его отец. 6 августа 1130 года Родриго Велас и его супруга Уррака сделали пожертвование кафедральному собору Луго, что стало их первым зарегистрированным поступком в качестве мужа и жены.

## Tenencias
Родриго впервые появляется как свидетель грамоты от 31 июля 1092 года, в которой его мать пожертвовала монастырь Сан-Педро-де-Теверга кафедральному собору Овьедо. К концу мая 1112 года он получил чин графа. Незадолго до этого, в том же месяце, он получил tenencia, то есть феодальное владение короны, управляемое, но не принадлежащее владельцу Саррии. К 1 апреля 1115 года он также был наделен тененсией Монфорте-де-Лемос, а 12 сентября 1118 года он был процитирован как владеющий Кальделасом (хотя это единственное упоминание об этой тененсии в его руках). Регионом Лемос и Саррия обычно управлял граф. Он был ограничен на западе рекой Миньо и на юге рекой Силь . В 1120 году некий Пелайо Гарсиас упоминается как мерино, служивший и королеве, и Родриго в Саррии . К 7 сентября 1127 года Родриго также получил под свой контроль Рабаде. Последнее упоминание о его правлении там датируется апрелем 1142 года, хотя он продолжал править Саррией и Лемосом до конца сентября 1143 года как tenente (арендатор, владелец). Существует единственный частный документ 1137 года, в котором упоминается правление Родриго в Ларине. Нет никаких записей о Родриго после 5 октября 1143 года, и он, возможно, стал слишком болен или слишком слаб, чтобы принимать участие в общественных делах. Он был к тому времени довольно стар. Его смерть упоминается в документе от 22 июня 1144 года как произошедшая в то время.

## Отношения с короной
В июле 1114 года королева Кастилии, Леона и Галисии Уррака отправилась в Сантьяго-де-Компостела, пытаясь на законных основаниях отстранить от власти епископа Диего Жельмиреса. В противном случае она попыталась схватить его, но этот план был сорван Педро Фройласом де Траба. Затем она начала переговоры с Диего, в результате чего она поклялась уважать его личность и его честь (светская территория под властью епископа). Аналогичная клятва была получена от других галисийских магнатов, включая Педро Фройласа и Родриго Веласа. Лояльность Родриго Урраке во время периода ее правления, наполненного конфликтами, подтверждается тем фактом, что он утвердил шестнадцать королевских хартий между 1112 и 1120 годами, что на сегодняшний день больше, чем у любого галисийского магната.
Родриго признал воцарение Альфонсо VII в Саморе вместе с другими магнатами Галисии после того, как новый король взял столицу Леон. 18 июля 1126 года Альфонсо VII предоставил землю в месте под названием Сейксон Педро Овекису и его жене Марии Фернандес через вмешательство Родриго. Это хороший показатель его влияния при дворе.

## Военные действия
Осенью 1137 года Родриго был одним из двух галисийских дворян, присоединившихся к королевской армии, шедшей тогда на Наварру. Другим был Фернандо Перес де Траба, который присоединился к армии в начале октября в Логроньо. Родриго прибыл позже в том же месяце, только после того, как армия достигла реки Эбро. В 1139 году Родриго участвовал в осаде Орехи. В 1140 году Родриго вступил в союз с Фернандо Пересом де Траба, тогдашним любовником Терезы, графини Португалии, которой он де-факто правил как ее супруг. Оба потерпели поражение в битве при Цернесе, неопознанном месте, силами сына и наследника Терезы, Афонсо Энрикеса, которому стало не по себе из-за разделения власти его матери, и вторгся в Галицию, разбив лагерь возле Лимии. Анонимный автор Хронике Альфонсо Императора, возможно, Арнальдо из Асторги, приписывает поражение графов их грехам. Родриго был схвачен во время бегства, но двое его оруженосцев освободили его с помощью «какой-то хитроумной уловки», и ему удалось присоединиться к остальной части армии и укрыться в Галисии. Хроника отмечает, что «до этого португальский монарх несколько раз приезжал в Галисию, но всегда его оттесняли Фернандо Перес, Родриго Велас и другие галисийские лидеры. Часто он был вынужден вернуться в Португалию обесчещенным».

## Отношения с церковью

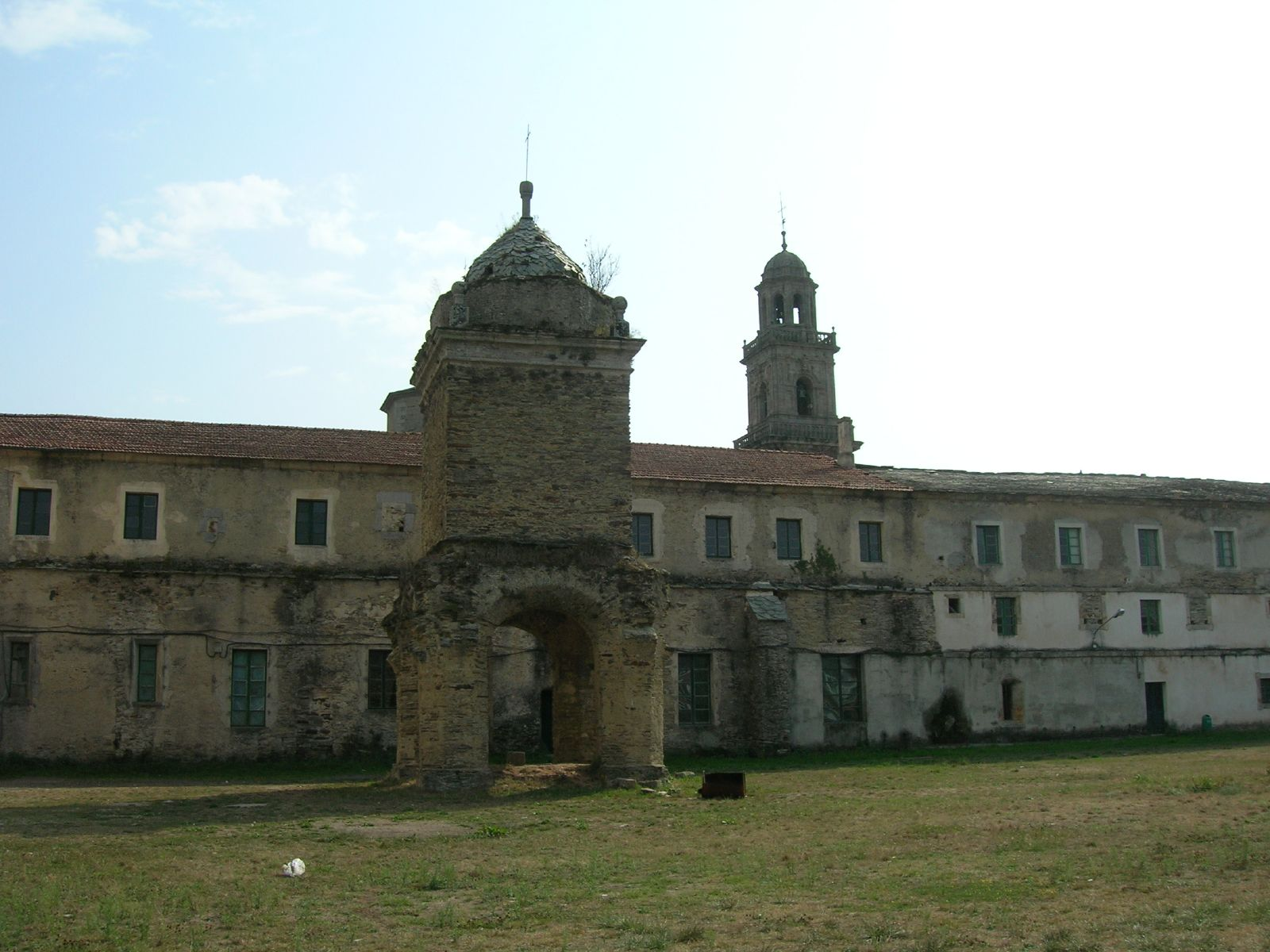
Бывший монастырь Сан-Сальвадор-де-Лоуренса, редкий случай церкви, с которой у Родриго были хорошие отношения.

27 мая 1112 года королева Кастилии, Леона и Галисии Уррака пожертвовала некоторые поместья, которые были незаконно узурпированы некой Эрмесиндой Нуньес и переданы епархии Мондоньедо Родриго и бенедиктинскому монастырю Лоренсана. Затем, 13 июня, Родриго сделал еще одно пожертвование Лоренсане. Его отец проиграл дело, возбужденное перед королем против епархии Луго в 1078 году, и Родриго, похоже, затаил недоброжелательность по отношению к престолу. Говорят, что в 1113 году он «преследовал» церковь Луго из-за юрисдикции. Согласно Historia compostellana, Родриго посетил Иерусалимское королевство около 1121 года. Позже у него был спор с епископом Мондоньедо Нуньо Альфонсо относительно их соответствующих юрисдикций. Это было решено соглашением от 20 июня 1128 года. Похоже, что решение было навязано им Альфонсо VII, когда он держал двор в Паленсии.